# Método de Faust
Método de Faust é um exame parasitológico de fezes, que consiste na centrífugo-flutuação em sulfato de zinco. As fezes são homogeneizadas em água filtrada,e centrifugadas até a solução tornar-se clara. Após isto, ressuspende-se a solução com sulfato de zinco a 33%, densidade de 1,18 g/ml. Centrifuga-se novamente. Os ovos e cistos leves estarão presentes na película superficial, que pode ser colhida com alça de platina e confeccionado a lâmina, tratada com lugol, para observação ao microscópio.